# Zulgo-Gemzek jezik
Zulgo-Gemzek jezik (gemjek, guemshek, zulgo; ISO 639-3: gnd), čadski jezik skupine biu-mandara, kojim govori oko 26 000 ljudi (2002 SIL) u 16 sela u kamerunskoj provinciji Far North. Govore se tri dijalekta gemzek (gaduwa), mineo (minew) i zulgo (zoulgo, zulgwa, zelgwa).
Zulgo i gemzek su nekad bili smatrani posebnim jezicima. Klasificiran je podskupini A.5 s još 17 jezika. Neki se govornici mogu služit i jezikom fulfulde [fub]. Pismo: latinica.

## Vanjske poveznice
- Edward Brye, Language Survey of Gemzek and Gaduwa
- Ethnologue (14th)
- Ethnologue (15th)